# مهدي المخزومي
مهدي بن محمد صالح بن حسن المخزومي (1917 - 5 مارس 1993) لغوي وأستاذ جامعي وكاتب وشاعر عراقي. ولد في النجف وتعلّم فيها علومه الأولى ثم دخل مدرسة الغري الأهلية وتخرّج بها بشهادة ابتدائية، ثم تابع دراسته على الطريقة القديمة، فدخل حضيرة الجامع الهندي، وأخذ علوم الأدب والدين. عيّن وكيل معلّم في سوق الشيوخ، ثمّ سافر إلى مصر ودرس في كليّة الآداب في جامعة القاهرة، وعاد إلى العراق فعيّن مدرّسًا في دار المعلّمين الريفية في الرستمية وبعد أربع سنوات عاد إلى القاهرة وأكمل دراسته العليا، فنال شهادة الماجستير ثم الدكتوراه، وعاد إلى بغداد فعيّن مدرّسًا في كلية الآداب في جامعتها. له شعر جيّد قاله في بعض المناسبات وله الدرس النحوي في بغداد وعبقري من البصرة وفي النحو العربي : نقد وتوجية وفي النحو العربي: قواعد وتطبيق ومدرسة الكوفة.

## حياته
فقد والده وهو دون السنتين ثم فقد أمه ولما يبلغ الخامسة، فتولي إخوته رعايته، كانت دراسته الأولى في مساجد النجف ثم دخل المدرسة الغري الابتدائية، أبتعث إلى مصر سنه 1938 لدراسة اللغة العربية في جامعة فؤاد الأول وحصل على شهادة الليسانس، فعاد إلى وطنه حيث عين مدرسا لمدة أربع سنوات في دار المعلمين الريفية في الرستمية ببغداد، سافر إلى مصر عام 1947 في بعثة علمية على نفقة وزارة المعارف لإكمال دراسته العليا وحصل على الماجستير سنة 1951 وكان موضوع بحثه (مذهب الخليل النحوي) بإشراف الأستاذين أمين الخولي وإبراهيم مصطفى، ثم شهادة الدكتورة سنة 1953 وكان موضوع بحثه (مدرسة الكوفة النحوية ومناهجها في اللغة العربية) أعده بإشراف الأستاذ مصطفى السقا.

## أعماله

### المؤلّفات
- الخليل بن أحمد الفراهيدي: أعماله ومنهجه.
- مدرسة الكوفة ومنهجها في دراسة اللغة والنحو.
- في النحو العربي: نقد وتوجيه.
- في النحو العربي: قواعد وتطبيق على المنهج العلمى الحديث.
- الفراهيدي: عبقري من البصرة.
- الدرس النحوي في بغداد.
- أعلام في النحو العربي.

### المقالات
- المخزومي، مهدي (ديسمبر 1965). "بين ابن خالويه والمتنبي". الثقافة ع. 12: 20–23. مؤرشف من الأصل في 2019-12-14.

- المخزومي، مهدي (أكتوبر 1972). "ملاحظات على كتاب أبو زكريا القراء للدكتور أحمد مكي الأنصاري". المجمع العلمي العربي ع. 4: 884–922. مؤرشف من الأصل في 2019-12-14.

- المخزومي، مهدي. "العربية النموذجية قديما وحديثا". البيان الكويتية ع. 125: 46–50. مؤرشف من الأصل في 2019-12-14.

### التحقيقات
- كتاب العين لأبي عبد الرحمن الخليل بن حمد الفراهيدي - تحقيق الدكتور مهدي المخزومي والدكتور إبراهيم السامرائي.
- ديوان الجواهري - جمع وتحقيق واشراف الدكتور مهدي المخزومي بالمشاركة مع الدكتور إبراهيم السامرائي والدكتور علي جواد الطاهر ورشيد بكتاش.

## وفاته
توفي د.مهدي المخزومي ورثاه الأديبُ سيفي المخزومي بقصيدة عصماء
هذه بعض أبياتها